# Harri Koskela
Harri Koskela (* 8. října 1965 Lapua, Finsko) je bývalý finský zápasník, reprezentant v zápase řecko-římském. Třikrát startoval na olympijských hrách. Nejlépe dopadl při své olympijské premiéře v roce 1988 v Soulu, kde v kategorii do 90 kg vybojoval stříbrnou medaili. V roce 1990 obsadil 2. a v roce 1991 3. místo na mistrovství světa. V roce 1987 obsadil 3. místo na mistrovství Evropy. Vše v kategorii do 90 kg.